# Wielka Wieś (gmina Wielka Wieś)
Wielka Wieś (lit. Didžiasalis) – wieś na Litwie, w okręgu uciańskim, w rejonie ignalińskim, siedziba administracyjna gminy. Położona jest pomiędzy rzekami Dzisna i Birwita, przy trasie 6A.

## Historia
W okresie międzywojennym znajdowała się na terenie Polski, w województwie wileńskim, w powiecie święciańskim. Była to niewielka wieś położona ok. 5 km na wschód od Twereczy. W 1975 roku zbudowano tu kompleks przemysłowy, produkujący ceramikę oraz materiały budowlane. W 1985 roku miejscowość zamieszkiwało 2431 mieszkańców. Odkąd w 1992 upadły zakłady przemysłowe i większość mieszkańców straciła pracę liczba ludności zmniejsza się.

## Obecnie
Wieś to typowa ulicówka, znajduje się w niej stacja kolejowa, szkoła średnia, oddział szkoły muzycznej, żłobek-przedszkole, dom kultury, biblioteka, apteka, przychodnia, kaplica. We wsi znajduje się 25 chat, zbudowanych w XIX w., typowych dla regionu święciańskiego.